# 베트남 축구 국가대표팀
베트남 축구 국가대표팀(베트남어: Đội tuyển bóng đá quốc gia Việt Nam / 隊選䏾跢國家越南, 월남 축구 국가대표팀)은 베트남을 대표하는 축구 국가대표팀으로 베트남 축구 연맹에서 운영 중이며 현재 미딘 국립경기장을 홈 그라운드로 사용하고 있다. '금성 전사'라는 별칭으로도 알려져 있으며 인도네시아, 말레이시아, 태국과는 동남아시아 축구 최대 라이벌 관계에 있으며 동남아시아 축구 강호 중 하나로 손꼽힌다. 그리고 현 감독은 현역 시절 성남 FC와 전북 현대 모터스에서 활약한 뒤 전북 사령탑 시절 2021년 K리그1 우승, 2022년 FA컵 우승, 2022년 AFC 챔피언스리그 4강 진출 등을 이끈 김상식이다.

## 개요
남북이 분단되었을 당시에는 남베트남이 유일한 베트남의 합법적인 축구협회로 인정받았으나 1975년에 북베트남에 의해 통일이 되면서 지금은 단일 대표팀으로 출전하고 있다. 또한 1954년부터 1975년 사이의 남베트남의 기록이 공식 이관되면서 남베트남 축구 대표팀 기록은 현재의 베트남 축구 국가대표팀 역사에 공식적으로 승계되고 있다.

## 국제 대회 경력

### FIFA 월드컵
베트남의 월드컵 본선 진출 기록은 전무하지만 2022년 FIFA 월드컵 아시아 지역 2차 예선에서 같은 동남아시아팀인 인도네시아, 태국, 말레이시아를 제치고 태국에 이어 동남아시아팀으론 2번째로 월드컵 아시아 최종 예선 진출에 성공했고 이후 중국과의 최종 예선 B조 8차전에서 3-1로 격파하며 월드컵 최종 예선 승리를 거둔 최초의 동남아시아팀이 되었다.

### AFC 아시안컵
1956년 초대 대회에 첫 출전한 이후 2007년 대회와 2019년 대회에서 8강 진출을 이뤄냈고 1956년과 1960년 대회에서는 4위에 올랐으나 그 당시 결선리그에 참가한 팀이 단 4팀 뿐이었으며 2007년과 2019년 대회 8강 진출이 사실상 베트남 축구 역사상 아시안컵 최고 성적으로 기록되어 있다.

### 아시안 게임
성인대표팀 시절이던 1954년 대회 첫 출전을 시작으로 1962년 대회에서 준결승이라는 베트남 축구 역사상 아시안 게임 최고 성적을 남겼다.

### 아세안 챔피언십
1996년 첫 출전 이후 매 대회마다 꾸준히 참가하여 3번의 우승(2008년, 2018년, 2024년)과 2번의 준우승(1998년, 2022년)을 차지하며 조별리그에서 탈락했던 2번의 대회(2004년, 2012년)를 제외한 나머지 대회에서 모두 4강 이상의 준수한 성적을 남겼고 또한 라이벌 태국(7회), 싱가포르(4회) 다음으로 아세안 챔피언십에서 가장 많은 우승을 차지한 팀이 되었다.

### 동남아시아 경기 대회
성인대표팀 시절에는 1959년 초대 대회에서 금메달을 따낸 이후 10번의 대회에서 은메달 4개, 동메달 4개에 그쳤고 U-23 대표팀도 2001년부터 2017년 대회까지 은메달 3개, 동메달 1개에 그쳤다가 2019년 대회에서 60년만의 동남아시아 경기 대회 금메달이자 U-23 대표팀 최초의 금메달을 따낸 뒤 2021년 대회에서도 금메달을 따내며 동남아시아 경기 대회 2연속 제패에 성공했다.

## 기타 국제 대회 경력
베트남 독립컵에서는 무려 6번의 우승컵을 들어올렸고 준우승도 2번 차지했다. 또한 1966년 메르데카 국제축구대회 우승, 1999년 던힐컵 준결승, 2006년과 2019년 킹스컵 준우승, 2006년 VTV-T&T컵 3위, VFF컵 3회 준우승, 2016년 아야뱅크컵 우승, 2018년 비나폰 4개국 초청 대회 우승 등 아시아에서 열린 다른 국제 대회에서도 상당히 준수한 성적들을 거두었다.

## FIFA 월드컵
| 1930년 부터 1950년까지 | 분단 이전         | 분단 이전         | 분단 이전         | 분단 이전         | 분단 이전         | 분단 이전         | 분단 이전         | 분단 이전         | 분단 이전         | 분단 이전         | 분단 이전         | 분단 이전         | 분단 이전         | 분단 이전         |      |      |
| 1954년 부터 1974년까지 | 남베트남으로 참가 | 남베트남으로 참가 | 남베트남으로 참가 | 남베트남으로 참가 | 남베트남으로 참가 | 남베트남으로 참가 | 남베트남으로 참가 | 남베트남으로 참가 | 남베트남으로 참가 | 남베트남으로 참가 | 남베트남으로 참가 | 남베트남으로 참가 | 남베트남으로 참가 | 남베트남으로 참가 |      |      |
| 1978년 부터 1990년까지 | 불참              | 불참              | 불참              | 불참              | 불참              | 불참              | 불참              | 불참              | 불참              | 불참              | 불참              | 불참              | 불참              | 불참              |      |      |
| 1994년                 | 예선 탈락         | 예선 탈락         | 예선 탈락         | 예선 탈락         | 예선 탈락         | 예선 탈락         | 예선 탈락         | 예선 탈락         | 8                 | 1                 | 0                 | 7                 | 4                 | 18                |      |      |
| 1998년                 | 예선 탈락         | 예선 탈락         | 예선 탈락         | 예선 탈락         | 예선 탈락         | 예선 탈락         | 예선 탈락         | 예선 탈락         | 6                 | 0                 | 0                 | 6                 | 2                 | 21                |      |      |
| 2002년                 | 예선 탈락         | 예선 탈락         | 예선 탈락         | 예선 탈락         | 예선 탈락         | 예선 탈락         | 예선 탈락         | 예선 탈락         | 6                 | 3                 | 1                 | 2                 | 9                 | 9                 |      |      |
| 2006년                 | 예선 탈락         | 예선 탈락         | 예선 탈락         | 예선 탈락         | 예선 탈락         | 예선 탈락         | 예선 탈락         | 예선 탈락         | 6                 | 1                 | 1                 | 4                 | 5                 | 9                 |      |      |
| 2010년                 | 예선 탈락         | 예선 탈락         | 예선 탈락         | 예선 탈락         | 예선 탈락         | 예선 탈락         | 예선 탈락         | 예선 탈락         | 2                 | 0                 | 0                 | 2                 | 0                 | 6                 |      |      |
| 2014년                 | 예선 탈락         | 예선 탈락         | 예선 탈락         | 예선 탈락         | 예선 탈락         | 예선 탈락         | 예선 탈락         | 예선 탈락         | 4                 | 3                 | 0                 | 1                 | 15                | 5                 |      |      |
| 2018년                 | 예선 탈락         | 예선 탈락         | 예선 탈락         | 예선 탈락         | 예선 탈락         | 예선 탈락         | 예선 탈락         | 예선 탈락         | 6                 | 2                 | 1                 | 3                 | 7                 | 8                 |      |      |
| 2022년                 | 예선 탈락         | 예선 탈락         | 예선 탈락         | 예선 탈락         | 예선 탈락         | 예선 탈락         | 예선 탈락         | 예선 탈락         | 18                | 6                 | 3                 | 9                 | 21                | 24                |      |      |
| 2026년                 | 예선 탈락         | 예선 탈락         | 예선 탈락         | 예선 탈락         | 예선 탈락         | 예선 탈락         | 예선 탈락         | 예선 탈락         | 6                 | 2                 | 0                 | 4                 | 6                 | 10                |      |      |
| 2030년                 | 미정              | 미정              | 미정              | 미정              | 미정              | 미정              | 미정              | 미정              | 미정              | 미정              | 미정              | 미정              | 미정              | 미정              | 미정 | 미정 |
| 2034년                 | 미정              | 미정              | 미정              | 미정              | 미정              | 미정              | 미정              | 미정              | 미정              | 미정              | 미정              | 미정              | 미정              | 미정              | 미정 | 미정 |
| 합계                   | –                 | 0/22              | –                 | –                 | –                 | –                 | –                 | –                 | 56                | 16                | 6                 | 34                | 63                | 99                |      |      |

## AFC 아시안컵
| 1956년 부터 1976까지 | 남베트남으로 참가    | 남베트남으로 참가 | 남베트남으로 참가 | 남베트남으로 참가 | 남베트남으로 참가 | 남베트남으로 참가 | 남베트남으로 참가 | 남베트남으로 참가 | 남베트남으로 참가 | 남베트남으로 참가 | 남베트남으로 참가 | 남베트남으로 참가 | 남베트남으로 참가 | 남베트남으로 참가 | 남베트남으로 참가 |      |      |      |
| 1980년               | 기권                 | 기권              | 기권              | 기권              | 기권              | 기권              | 기권              | 기권              | 기권              | 기권              | 기권              | 기권              | 기권              | 기권              | 기권              |      |      |      |
| 1984년               | 불참                 | 불참              | 불참              | 불참              | 불참              | 불참              | 불참              | 불참              | 불참              | 불참              | 불참              | 불참              | 불참              | 불참              | 불참              | 불참 | 불참 | 불참 |
| 1988년               | 불참                 | 불참              | 불참              | 불참              | 불참              | 불참              | 불참              | 불참              | 불참              | 불참              | 불참              | 불참              | 불참              | 불참              | 불참              | 불참 | 불참 | 불참 |
| 1992년               | 불참                 | 불참              | 불참              | 불참              | 불참              | 불참              | 불참              | 불참              | 불참              | 불참              | 불참              | 불참              | 불참              | 불참              | 불참              | 불참 | 불참 | 불참 |
| 1996년               | 예선 탈락            | 예선 탈락         | 예선 탈락         | 예선 탈락         | 예선 탈락         | 예선 탈락         | 예선 탈락         | 예선 탈락         | 예선 탈락         | 3                 | 2                 | 0                 | 1                 | 13                | 5                 |      |      |      |
| 2000년               | 예선 탈락            | 예선 탈락         | 예선 탈락         | 예선 탈락         | 예선 탈락         | 예선 탈락         | 예선 탈락         | 예선 탈락         | 예선 탈락         | 3                 | 2                 | 0                 | 1                 | 14                | 2                 |      |      |      |
| 2004년               | 예선 탈락            | 예선 탈락         | 예선 탈락         | 예선 탈락         | 예선 탈락         | 예선 탈락         | 예선 탈락         | 예선 탈락         | 예선 탈락         | 6                 | 3                 | 0                 | 3                 | 8                 | 13                |      |      |      |
| 2007년               | 8강                  | 8/16              | 4                 | 1                 | 1                 | 2                 | 4                 | 7                 | 명단              | 개최국            | 개최국            | 개최국            | 개최국            | 개최국            | 개최국            |      |      |      |
| 2011년               | 예선 탈락            | 예선 탈락         | 예선 탈락         | 예선 탈락         | 예선 탈락         | 예선 탈락         | 예선 탈락         | 예선 탈락         | 예선 탈락         | 6                 | 1                 | 2                 | 3                 | 6                 | 11                |      |      |      |
| 2015년               | 예선 탈락            | 예선 탈락         | 예선 탈락         | 예선 탈락         | 예선 탈락         | 예선 탈락         | 예선 탈락         | 예선 탈락         | 예선 탈락         | 6                 | 1                 | 0                 | 5                 | 5                 | 15                |      |      |      |
| 2019년               | 8강                  | 8/24              | 5                 | 1                 | 1                 | 3                 | 5                 | 7                 | 명단              | 12                | 4                 | 5                 | 3                 | 16                | 11                |      |      |      |
| 2023년               | 조별 리그            | 22/24             | 3                 | 0                 | 0                 | 3                 | 4                 | 8                 | 명단              | 8                 | 5                 | 2                 | 1                 | 13                | 5                 |      |      |      |
| 2027년               | 미정                 | 미정              | 미정              | 미정              | 미정              | 미정              | 미정              | 미정              | 미정              | 6                 | 2                 | 0                 | 4                 | 6                 | 10                |      |      |      |
| 합계                 | Best: Quarter-finals | 3/18              | 12                | 2                 | 2                 | 8                 | 13                | 22                | —                 | 44                | 18                | 9                 | 19                | 70                | 62                |      |      |      |

## 아시안 게임
- 23세 전환 이전까지의 기록이다.

| 아시안 게임 기록 | 아시안 게임 기록 | 아시안 게임 기록 | 아시안 게임 기록 | 아시안 게임 기록 | 아시안 게임 기록 | 아시안 게임 기록 | 아시안 게임 기록 | 아시안 게임 기록 | 아시안 게임 기록 |
| 년도             | 결과             | 순위             | 경기             | 승               | 무*              | 패               | 득점             | 실점             | 승점             |
| ---------------- | ---------------- | ---------------- | ---------------- | ---------------- | ---------------- | ---------------- | ---------------- | ---------------- | ---------------- |
| 1974년           | 기권             | 기권             | 기권             | 기권             | 기권             | 기권             | 기권             | 기권             | 기권             |
| 1978년           | 불참             | 불참             | 불참             | 불참             | 불참             | 불참             | 불참             | 불참             | 불참             |
| 1982년           | 불참             | 불참             | 불참             | 불참             | 불참             | 불참             | 불참             | 불참             | 불참             |
| 1986년           | 불참             | 불참             | 불참             | 불참             | 불참             | 불참             | 불참             | 불참             | 불참             |
| 1990년           | 불참             | 불참             | 불참             | 불참             | 불참             | 불참             | 불참             | 불참             | 불참             |
| 1994년           | 불참             | 불참             | 불참             | 불참             | 불참             | 불참             | 불참             | 불참             | 불참             |
| 합계             | 5회 출전(5/11)   | 준결승(4위 1회)  | 13               | 5                | 2                | 19               | 54               | 51               | 46               |

## 동남아시아 축구 선수권 대회
| AFF 스즈키컵 기록 | AFF 스즈키컵 기록 | AFF 스즈키컵 기록 | AFF 스즈키컵 기록 | AFF 스즈키컵 기록 | AFF 스즈키컵 기록 | AFF 스즈키컵 기록 | AFF 스즈키컵 기록 | AFF 스즈키컵 기록 | AFF 스즈키컵 기록 |
| 년도              | 결과              | 순위              | 경기              | 승                | 무*               | 패                | 득점              | 실점              | 승점              |
| ----------------- | ----------------- | ----------------- | ----------------- | ----------------- | ----------------- | ----------------- | ----------------- | ----------------- | ----------------- |
| 1996년            | 준결승            | 3위               | 6                 | 3                 | 2                 | 1                 | 14                | 10                | 11                |
| 1998년            | 준우승            | 2위               | 5                 | 3                 | 1                 | 1                 | 8                 | 2                 | 10                |
| 2000년            | 준결승            | 4위               | 6                 | 3                 | 1                 | 2                 | 14                | 6                 | 10                |
| 2002년            | 준결승            | 3위               | 6                 | 4                 | 1                 | 1                 | 21                | 12                | 13                |
| 2004년            | 조별리그          | 6위               | 4                 | 2                 | 1                 | 1                 | 13                | 5                 | 7                 |
| 2007년            | 준결승            | 3위               | 5                 | 1                 | 3                 | 1                 | 10                | 3                 | 6                 |
| 2008년            | 우승              | 1위               | 7                 | 4                 | 2                 | 1                 | 11                | 6                 | 14                |
| 2010년            | 준결승            | 3위               | 5                 | 2                 | 1                 | 2                 | 8                 | 5                 | 7                 |
| 2012년            | 조별리그          | 6위               | 3                 | 0                 | 1                 | 2                 | 2                 | 5                 | 1                 |
| 2014년            | 준결승            | 3위               | 5                 | 3                 | 1                 | 1                 | 12                | 8                 | 10                |
| 2016년            | 준결승            | 3위               | 5                 | 3                 | 1                 | 1                 | 8                 | 6                 | 10                |
| 2018년            | 우승              | 1위               | 8                 | 6                 | 2                 | 0                 | 15                | 4                 | 20                |
| 2020년            | 준결승            | 3위               | 6                 | 3                 | 2                 | 1                 | 9                 | 2                 | 20                |
| 2022년            | 준우승            | 2위               | 8                 | 4                 | 3                 | 1                 | 16                | 3                 | 20                |
| 2024년            | 우승              | 1위               | 8                 | 7                 | 1                 | 0                 | 21                | 6                 | 20                |
| 합계              | 15회 출전(15/15)  | 우승(3회)         | 84                | 45                | 23                | 16                | 182               | 82                | 119               |

## 주요 선수
- 응우옌꽝하이
- 도안반허우(베트남어판, 영어판)
- 응우옌꽁프엉
- 응우옌띠엔린
- 당반럼
- 꾸에응옥하이
- 응우옌반또안
- 도주이마인
- 도훙중
- 응우옌 쑤언 손

## 코칭스태프
| 직위        | 이름          |
| ----------- | ------------- |
| 감독        | 김상식        |
| 수석코치    | 최원권        |
| 코치        | 응오 비엣쯔렁 |
| 골키퍼 코치 | 이운재        |
| 피지컬 코치 | 안상욱        |
| 전력 분석관 | 레민중        |

### 역대 감독
| 감독            | 임기        |
| --------------- | ----------- |
| 미우라 도시야   | 2014 ~ 2016 |
| 박항서          | 2017 ~ 2023 |
| 필리프 트루시에 | 2023 ~ 2024 |

## 선수단

### 현재 선수 명단
2024년 6월 베트남 축구협회에서 발표한 2026년 FIFA 월드컵 아시아 지역 3차 예선에 출전하는 선수 명단
A매치 출전 횟수와 골 수는 2024년 6월 경기 이후 기준.
| 번호 | 위치 | 선수              | 생년월일 (나이)        | 출전 | 득점 | 소속           |
| ---- | ---- | ----------------- | ---------------------- | ---- | ---- | -------------- |
|      | GK   | 부이떤쯔엉        | 1986년 2월 19일(39세)  | 11   | 0    | 하노이 FC      |
|      | GK   | 응우옌 반 토안    | 1999년 11월 26일(25세) | 1    | 0    | 하이퐁 FC      |
|      | GK   | 당반럼            | 1993년 8월 13일(31세)  | 23   | 0    | 세레소 오사카  |
|      |      |                   |                        |      |      |                |
|      | DF   | 허 떤 타이        | 1997년 11월 6일(27세)  | 1    | 0    | 빈딘 FC        |
|      | DF   | 도 주이 마잉      | 1996년 12월 29일(28세) | 30   | 1    | 하노이 FC      |
|      | DF   | 응우옌 타인 충    | 1997년 9월 8일(27세)   | 3    | 0    | 하노이 FC      |
|      | DF   | 쩐 딘 쫑          | 1997년 4월 25일(28세)  | 9    | 0    | 하노이 FC      |
|      | DF   | 응우옌 퐁 홍 주이 | 1996년 6월 13일(28세)  | 15   | 0    | 호앙안자라이   |
|      | DF   | 부 반 타인        | 1996년 4월 14일(29세)  | 22   | 3    | 호앙아인자라이 |
|      | DF   | 응우옌 타인 빈    | 2000년 11월 2일(24세)  | 1    | 0    | 비엣텔 FC      |
|      | DF   | 응우옌 쫑 호앙    | 1989년 4월 14일(36세)  | 72   | 12   | 비엣텔 FC      |
|      | DF   | 꿰 응옥 하이      | 1993년 5월 15일(31세)  | 50   | 4    | 비엣텔 FC      |
|      | DF   | 쯔엉 반 티엣      | 1995년 6월 7일(29세)   | 0    | 0    | 비엣텔 FC      |
|      |      |                   |                        |      |      |                |
|      | MF   | 응우옌 꽝 하이    | 1997년 4월 12일(28세)  | 28   | 7    | 하노이 FC      |
|      | MF   | 팜 득 후이        | 1995년 1월 20일(30세)  | 14   | 2    | 하노이 FC      |
|      | MF   | 르엉 쑤언 쯔엉    | 1995년 4월 28일(30세)  | 33   | 1    | 호앙아인자라이 |
|      | MF   | 응우옌 뚜언 아인  | 1995년 5월 16일(29세)  | 14   | 1    | 호앙아인자라이 |
|      | MF   | 판 반 득          | 1996년 4월 11일(29세)  | 18   | 2    | 성람응에안     |
|      | MF   | 레 띠엔 아인      | 1998년 3월 23일(27세)  | 0    | 0    | 빈딘 FC        |
|      | MF   | 응우옌 호앙 득    | 1998년 1월 11일(27세)  | 5    | 0    | 비엣텔 FC      |
|      |      |                   |                        |      |      |                |
|      | FW   | 응우옌 반 또안    | 1996년 4월 12일(29세)  | 31   | 4    | 호앙아인자라이 |
|      | FW   | 팜 뚜언 하이      | 1998년 5월 19일(26세)  | 0    | 0    | 홍 린 하 띤    |
|      | FW   | 하 득 친          | 1997년 9월 22일(27세)  | 9    | 0    | SHB 다낭       |
|      | FW   | 허 뚜언 따이      | 1995년 3월 16일(30세)  | 1    | 0    | 탄포 호치민    |
|      | FW   | 응우옌 띠엔 린    | 1997년 10월 20일(27세) | 16   | 7    | Becamex 빈즈엉 |

## 최근 A매치 경기 결과와 일정
승리
  무승부
  패배

### 2022
| 2022 BD SEA Tour (Hybrid friendly) 11월 30일 | 베트남                                          | 2 – 1  | 보루시아 도르트문트 | 하노이, 베트남                                             |  |  |
| 19:00 UTC+7                                  | - 응우옌띠엔린 36′ - Phạm Tuấn Hải 90′ (페널티) | 리포트 | - Malen 13′         | 경기장: 미딘 국립경기장 심판: 나즈미 나사루딘 (말레이시아) |  |  |
|                                              |                                                 |        |                     |                                                            |  |  |

| 친선 경기 12월 14일 | 베트남                   | 1 – 0  | 필리핀 | 하노이, 베트남                                        |  |  |
| 18:00 UTC+7         | - Nguyễn Văn Quyết 90+2′ | 리포트 |        | 경기장: 항더이 경기장 심판: Wiwat Jumpaoon (Thailand) |  |  |
|                     |                          |        |        |                                                       |  |  |

| 2022 AFF Championship GS 21 December | 라오스 | 0 – 6  | 베트남 | 비엔티안, 라오스                                                            |  |  |
| 19:00 UTC+7                          |        | 리포트 | - 응우옌띠엔린 15′ - Đỗ Hùng Dũng 43′ - 호딴따이 56′ - Đoàn Văn Hậu 58′ - 응우옌반또안 82′ - Vũ Văn Thanh 90+1′ | 경기장: 라오스 신국립경기장 관중 수: 10,240명 심판: Hiroki Kasahara (Japan) |  |  |
|                                      |        |        | |                                                                             |  |  |

| 2022 AFF Championship GS 27 December | 베트남                                                              | 3 – 0  | 말레이시아 | 하노이, 베트남                                                   |  |  |
| 19:00 UTC+7                          | - 응우옌띠엔린 28′ - 꾸에응옥하이 64′ (페널티) - 응우옌 호앙 득 83′ | 리포트 |            | 경기장: 미딘 국립경기장 관중 수: 17,545명 심판: 사토 류지 (일본) |  |  |
|                                      |                                                                     |        |            |                                                                  |  |  |

| 2022 AFF Championship GS 30 December | 싱가포르 | 0 – 0  | 베트남 | Kallang, 싱가포르                                                          |  |  |
| 20:30 UTC+8                          |          | 리포트 |        | 경기장: 잘란브사르 스타디움 관중 수: 5,434명 심판: Hiroki Kasahara (Japan) |  |  |
|                                      |          |        |        |                                                                            |  |  |

### 2023
| 2022 AFF Championship GS 1월 3일 | 베트남                                                               | 3 – 0  | 미얀마 | 하노이, 베트남                                                    |  |  |
| 19:00 UTC+7                      | - Kyaw Zin Lwin 8′ (자책골) - 응우옌띠엔린 27′ - Châu Ngọc Quang 72′ | 리포트 |        | 경기장: 미딘 국립경기장 관중 수: 11,575명 심판: 최현재 (대한민국) |  |  |
|                                  |                                                                      |        |        |                                                                   |  |  |

| 2022 AFF Championship SF 1st leg 1월 6일 | 인도네시아 | 0 – 0  | 베트남 | 자카르타, 인도네시아                                                             |  |  |
| 16:30 UTC+7                              |            | 리포트 |        | 경기장: 겔로라 붕 카르노 스타디움 관중 수: 49,595명 심판: Omar Al-Yaqoubi (Oman) |  |  |
|                                          |            |        |        |                                                                                  |  |  |

| 2022 AFF Championship SF 2nd leg 1월 9일 | 베트남                 | 2 – 0 (합계 2 – 0) | 인도네시아 | 하노이, 베트남                                                       |  |  |
| 19:30 UTC+7                              | - 응우옌띠엔린 3′, 47′ | 리포트             |            | 경기장: 미딘 국립경기장 관중 수: 23,989명 심판: 아라키 유스케 (일본) |  |  |
|                                          |                        |                    |            |                                                                      |  |  |

| 2022 AFF Championship F 1st leg 1월 13일 | 베트남                                | 2 – 2  | 태국                       | 하노이, 베트남                                                    |  |  |
| 19:30 UTC+7                              | - 응우옌띠엔린 24′ - Vũ Văn Thanh 88′ | 리포트 | - Poramet 48′ - Sarach 63′ | 경기장: 미딘 국립경기장 관중 수: 38,539명 심판: 고형진 (대한민국) |  |  |
|                                          |                                       |        |                            |                                                                   |  |  |

| 2022 AFF Championship F 2nd leg 1월 16일 | 태국             | 1 – 0 (합계 3 – 2) | 베트남 | 빠툼타니, 태국                                   |  |  |
| 19:30 UTC+7                              | - Theerathon 24′ | 리포트             |        | 경기장: 탐마삿 스타디움 심판: 이다 준페이 (일본) |  |  |
|                                          |                  |                    |        |                                                  |  |  |

| 친선 경기 6월 15일 | 베트남                      | 1 – 0  | 홍콩 | 하이퐁, 베트남                                            |  |  |
| 19:30 UTC+7        | - 꾸에응옥하이 32′ (페널티) | 리포트 |      | 경기장: Lạch Tray Stadium 심판: Suhaizi Shukri (Malaysia) |  |  |
|                    |                             |        |      |                                                           |  |  |

| 친선 경기 6월 20일 | 베트남              | 1 – 0 | 시리아 | 남딘, 베트남                                                         |  |  |
| 19:30 UTC+7        | - Phạm Tuấn Hải 49′ |       |        | 경기장: 티엔쯔엉 스타디움 심판: Mohd Yaasin Mohd Hanafiah (Malaysia) |  |  |
|                    |                     |       |        |                                                                      |  |  |

| 친선 경기 9월 11일 | 베트남                                 | 2 – 0  | 팔레스타인 | 남딘, 베트남                                           |  |  |
| 19:30 UTC+7        | - 응우옌꽁프엉 61′ - Phạm Tuấn Hải 78′ | 리포트 |            | 경기장: 티엔쯔엉 스타디움 심판: 무하맛 타키 (싱가포르) |  |  |
|                    |                                        |        |            |                                                        |  |  |

| 친선 경기 10월 10일 | 중화인민공화국                    | 2 – 0 | 베트남 | 다롄, 중화인민공화국                                                 |  |  |
| 19:35 UTC+8         | - Wang Qiuming 56′ - 우레이 90+8′ |       |        | 경기장: Dalian Sports Center Stadium 심판: Woo Chun Sing (Hong Kong) |  |  |
|                     |                                   |       |        |                                                                      |  |  |

| 친선 경기 10월 13일 | 베트남 | 0 – 2 | 우즈베키스탄                | 다롄, 중화인민공화국                                                         |  |  |
| 19:35 UTC+8         |        |       | - Urunov 27′ - Aliqulov 66′ | 경기장: Dalian Pro Academy Base Stadium 관중 수: 0명 심판: Zhang Lei (China) |  |  |
|                     |        |       |                             |                                                                              |  |  |

| 친선 경기 10월 17일 | 대한민국                                                                              | 6 – 0 | 베트남 | 수원, 대한민국                                                                   |  |  |
| 20:00 UTC+9         | - 김민재 5′ - 황희찬 27′ - 보민쫑 50′ (자책골) - 손흥민 60′ - 이강인 70′ - 정우영 86′ |       |        | 경기장: 수원월드컵경기장 관중 수: 42,175명 심판: 아미룰 이즈완 야콥 (말레이시아) |  |  |
|                     |                                                                                       |       |        |                                                                                  |  |  |

| 2026년 FIFA 월드컵 2차 예선 11월 16일 | 필리핀 | 0 - 2 | 베트남                              | 마닐라, 필리핀                                               |  |  |
| 19:00 UTC+8                           |        |       | 16′ 응우옌반또안 · 90+4′ 응우옌딘박 | 경기장: 리살 기념 경기장 관중 수: 10,378 심판: 루스탐 룻풀린 |  |  |
|                                       |        |       |                                     |                                                              |  |  |

| 2026년 FIFA 월드컵 2차 예선 11월 21일 | 베트남 | 0 - 1 | 이라크              | 하노이, 베트남                               |  |  |
| 19:00 UTC+7                           |        |       | 90+7′ 모하나드 알리 | 경기장: 미딘 국립경기장 심판: 압둘라 알-마리 |  |  |
|                                       |        |       |                     |                                              |  |  |

### 2024
| 2023년 AFC 아시안컵 D조 1월 14일 | 일본                                                                   | 4 - 2 | 베트남                            | 도하, 카타르                                                    |  |  |
| 14:30 UTC+3                      | - 미나미노 다쿠미 11′, 45′ - 나카무라 게이토 45+4′ - 우에다 아야세 85′ |       | - 응우옌딘박 16′ - 팜뚜언하이 33′ | 경기장: 알투마마 경기장 관중 수: 17,385 심판: 김종혁 (대한민국) |  |  |
|                                  |                                                                        |       |                                   |                                                                 |  |  |

| 2023년 AFC 아시안컵 D조 1월 19일 | 베트남 | 0 - 1 | 인도네시아                     | 도하, 카타르                                                         |  |  |
| 17:30 UTC+3                      |        |       | 41′ (페널티) 아스나위 망쿠알람 | 경기장: 압둘라 빈 칼리파 스타디움 심판: 사둘로 굴무로디 (타지키스탄) |  |  |
|                                  |        |       |                                |                                                                      |  |  |

| 2023년 AFC 아시안컵 D조 1월 24일 | 이라크                                        | 3 - 2 | 베트남                                  | 알라이얀, 카타르                                                   |  |  |
| 14:30 UTC+3                      | 레빈 술라카 47′ · 후세인 73′, 90+12′ (페널티) |       | 42′ 부이호앙비엣앙 · 90+1′ 응우옌꽝하이 | 경기장: 자심 빈 하마드 스타디움 심판: 나즈미 나사루딘 (말레이시아) |  |  |
|                                  |                                               |       |                                         |                                                                    |  |  |

| 2026년 FIFA 월드컵 2차 예선 3월 21일 | 인도네시아 | 1 - 0 | 베트남 |  |  |  |
| --:--                                |            |       |        |  |  |  |
|                                      |            |       |        |  |  |  |

| 2026년 FIFA 월드컵 2차 예선 3월 26일 | 베트남 | 0 - 3 | 인도네시아 | 베트남 |  |  |
| --:-- UTC+7                          |        |       |            |        |  |  |
|                                      |        |       |            |        |  |  |

| 2026년 FIFA 월드컵 2차 예선 6월 6일 | 베트남 | 3 - 2 | 필리핀 | 베트남 |  |  |
| --:-- UTC+7                         |        |       |        |        |  |  |
|                                     |        |       |        |        |  |  |

| 2026년 FIFA 월드컵 2차 예선 6월 11일 | 이라크 | 3 - 1 | 베트남 | 이라크 |  |  |
| --:-- UTC+3                          |        |       |        |        |  |  |
|                                      |        |       |        |        |  |  |

## 같이 보기
- 베트남 U-23 축구 국가대표팀
- 베트남 여자 축구 국가대표팀